# کاروی نمت
کاروی نِمِت (مجاری: Németh Károly; ۱۴ دسامبر ۱۹۲۲ – ۱۲ مارس ۲۰۰۸) سیاستمدار اهل مجارستان بود. وی از ۲۵ ژوئن ۱۹۸۷ تا ۲۹ ژوئن ۱۹۸۸ رئیس شورای ریاست جمهوری خلق مجارستان بود. وی همچنین برندهٔ جوایزی همچون نشان انقلاب اکتبر بود. کاروی نمت در ۱۲ مارس ۲۰۰۸، در سن ۸۵ سالگی در بوداپست درگذشت.